# Ayub El-Yaquini
Ayub El-Yaquini es un deportista marroquí que compite en taekwondo. Ganó una medalla de bronce en el Campeonato Africano de Taekwondo de 2022, en la categoría de –74 kg.

## Palmarés internacional
| Campeonato Africano | Campeonato Africano | Campeonato Africano | Campeonato Africano |
| Año                 | Lugar               | Medalla             | Categoría           |
| ------------------- | ------------------- | ------------------- | ------------------- |
| 2022                | Kigali (Ruanda)     | Medalla de bronce   | –74 kg              |